# Ann Stouvenel
Pour les articles homonymes, voir Stouvenel.
 (avril 2024).
La mise en forme du texte ne suit pas les recommandations de Wikipédia : il faut le « wikifier ».
Les points d'amélioration suivants sont les cas les plus fréquents :
- Les titres sont pré-formatés par le logiciel. Ils ne sont ni en capitales, ni en gras.
- Le texte ne doit pas être écrit en capitales (les noms de famille non plus), ni en gras, ni en italique, ni en « petit »…
- Le gras n'est utilisé que pour surligner le titre de l'article dans l'introduction, une seule fois.
- L'italique est rarement utilisé : mots en langue étrangère, titres d'œuvres, noms de bateaux, etc.
- Les citations ne sont pas en italique mais en corps de texte normal. Elles sont entourées par des guillemets français : « et ».
- Les listes à puces sont à éviter, des paragraphes rédigés étant largement préférés. Les tableaux sont à réserver à la présentation de données structurées (résultats, etc.).
- Les appels de note de bas de page (petits chiffres en exposant, introduits par l'outil «  Source ») sont à placer entre la fin de phrase et le point final[comme ça].
- Les liens internes (vers d'autres articles de Wikipédia) sont à choisir avec parcimonie. Créez des liens vers des articles approfondissant le sujet. Les termes génériques sans rapport avec le sujet sont à éviter, ainsi que les répétitions de liens vers un même terme.
- Les liens externes sont à placer uniquement dans une section « Liens externes », à la fin de l'article. Ces liens sont à choisir avec parcimonie suivant les règles définies. Si un lien sert de source à l'article, son insertion dans le texte est à faire par les notes de bas de page.
- La présentation des références doit suivre les conventions bibliographiques. Il est recommandé d'utiliser les modèles {{Ouvrage}}, {{Chapitre}}, {{Article}}, {{Lien web}} et/ou {{Bibliographie}}. Le mode d'édition visuel peut mettre en forme automatiquement les références.
- Insérer une infobox (cadre d'informations à droite) n'est pas obligatoire pour parachever la mise en page.

Pour une aide détaillée, merci de consulter Aide:Wikification.
Si vous pensez que ces points ont été résolus, vous pouvez retirer ce bandeau et améliorer la mise en forme d'un autre article.
 (avril 2024).
 (avril 2024).
L'article doit être relu — et modifié si nécessaire — par des contributeurs indépendants pour apporter un regard critique aux contributions effectuées en violation des conditions d'utilisation de Wikipédia, tant sur la forme (notamment concernant le style encyclopédique, la proportionnalité) que sur le fond (la neutralité de point de vue, la qualité et l'indépendance des sources).
Ann Stouvenel est une commissaire d’exposition, directrice artistique et cofondatrice de l'association d’Arts en résidence. Co-présidente du Finis terrae (Centre d'art insulaire) et d'Arts en résidence - Réseau national. Elle dirige le Cneai= depuis 2023et fut précédemment directrice du centre d’art et responsable des arts visuels à Mains d'œuvres.

## Biographie
Diplômée de l’Université de Rennes, puis missionnée à la galerie Art & Essai de l'Université au Centre Pompidou et à la Biennale d’Istanbul, elle est ensuite directrice de la résidence artistique des Verrières, à Pont-Aven, de 2008 à 2012[source secondaire souhaitée]. Elle est nommée directrice du centre d’art et responsable des résidences du pôle arts visuels à Mains d’Œuvres, entre 2013 et 2020. De 2012 à 2023, elle dirige Finis terrae (Centre d'art insulaire), une résidence pour les auteurs à l’île d’Ouessant dans le sémaphore du Créac’h et autres îles dans le monde, puis devient directrice du CNEAI en 2023. Membre de c-e-a, (commissaires d'exposition associées), du label hypothèse et présidente de B612 - friche artistique à Rennes, elle fut membre du Conseil d’administration du CIPAC[source secondaire souhaitée].
Ann Stouvenel est cofondatrice de l’association Arts en résidence. L'association est créée afin de développer un réseau de résidences en art contemporain pour les auteurs et autrices - proposer des formations, un réseau de ressources domicile et mobilité, et la normativité de meilleures conditions de travail pour les artistes en résidence,.